# 太秦駅
太秦駅（うずまさえき）は、京都府京都市右京区太秦上ノ段町にある、西日本旅客鉄道（JR西日本）山陰本線の駅である。駅番号はJR-E07。「嵯峨野線」の愛称区間に含まれている。

## 歴史
- 1989年（平成元年）3月11日：山陰本線の花園駅 - 嵯峨駅（現在の嵯峨嵐山駅）間に新設開業[1][2]。
- 1992年（平成4年）11月1日：みどりの窓口営業開始。
- 1998年（平成10年）9月9日：自動改札機を設置し、供用開始[3]。
- 2003年（平成15年）11月1日：ICカード「ICOCA」の利用が可能となる。
- 2010年（平成22年）3月7日：当駅を含む花園駅 - 嵯峨嵐山駅間が複線化。交換設備廃止。
- 2015年（平成27年）4月15日：バリアフリー設備（エレベーター2基とエレベーター専用跨線橋、LED発車標）の使用を開始[4]。
- 2018年（平成30年）3月17日：駅ナンバリングが導入され、使用を開始。
- 2022年（令和4年）　　　　　　　　
  - 2月25日：この日をもってみどりの窓口が営業を終了[5]。
  - 2月26日：みどりの券売機の利用を開始[5]。

## 駅構造

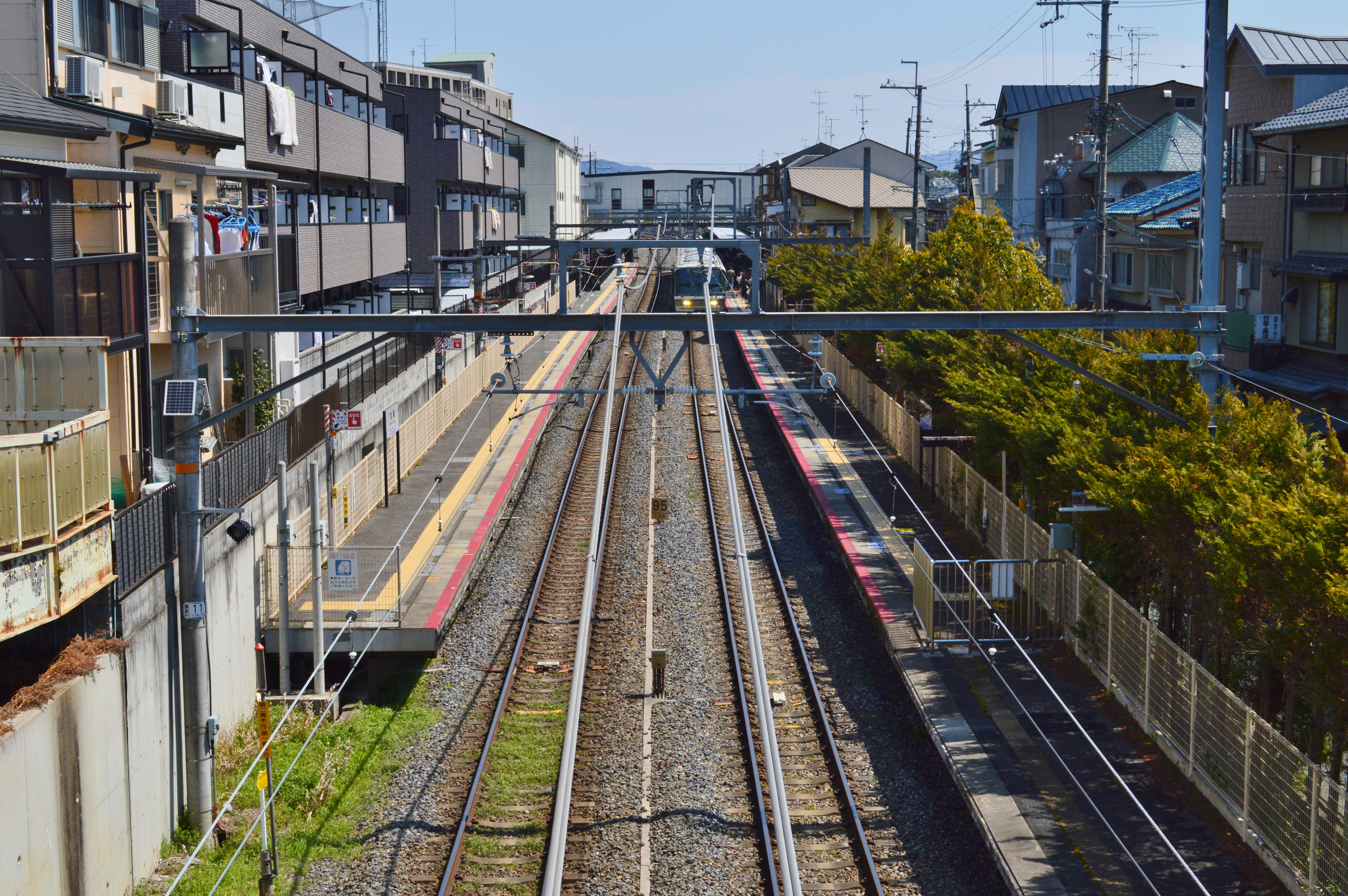
構内（2017年4月）

相対式ホーム2面2線を持つ地上駅。ホーム有効長は218m。2010年3月7日に前後の区間の複線化が完成したことで、分岐器や絶対信号機がない停留所となった。
駅舎は北側にあり、1番のりばと接する南側を除く3方向に出入口が設けられている。西側の出入口は隣接する立体駐輪場への連絡口を兼ねている。駅舎側の1番のりばと相対する2番のりばを連絡するために跨線橋が設けられている。跨線橋は各ホーム東端に位置し、長らくの間は昇降手段は階段のみだったが2015年4月15日にエレベーター2基が整備された。トイレは改札内にあり、男女別・車椅子対応である。新設駅のため配線は単線時代の従来の線路（2番線）にもう一線（1番線）を追加した形である。
亀岡駅が管理し、駅業務をJR西日本交通サービスへ委託する業務委託駅である。ICOCA利用可能駅（相互利用可能ICカードはICOCAの項を参照）。JRの特定都区市内制度における「京都市内」の駅である。

### のりば
| のりば | 路線     | 方向 | 行先                   |
| ------ | -------- | ---- | ---------------------- |
| 1      | 嵯峨野線 | 上り | 京都方面               |
| 2      | 嵯峨野線 | 下り | 亀岡・園部・福知山方面 |

上表の路線名は旅客案内上の名称（愛称）で表記している。
備考
- 2010年3月7日の複線化工事完成までは、1番線を上下副本線、2番線を上下本線とした一線スルー配線になっており、通過列車は2番線を通過していたが、乗客への利便性向上のため京都行きの普通列車全列車と、当駅で行き違いを行わない園部方面の普通列車は、副本線である駅舎側1番のりばに停車していた。また、1989年の開業から1990年に電化されるまでの1年間、当駅に停車する全列車が1番のりばに停車し、2番のりばは使用されなかった（跨線橋には柵がされていた）。これは駅設置に際して2番線（南側）に隣接する民家から駅設置反対の声が強かったことに配慮したものと言われている[7]。一時期は昼間の列車は上下線とも1番のりばに統一されていたが、2007年3月18日の改正で嵯峨野線の列車パターンがかなり変わり、昼間の園部方面行き電車の2番のりば停車が復活した。現在は複線化により方向別停車となっている。
- 2015年4月15日に身体障害者対応エレベーターの設置、点字ブロックの最新規格に改修されるなどのバリアフリー対策が施され、駅で行われた「バリアフリー完了記念式典」では駅が東映映画村に近いことから日本一の切られ役俳優福本清三も出席した[8]。

## 利用状況
「映画村の太秦」の印象で利用する観光客のほかにも、近辺に住宅などが建ち並んでいるということもあって、駅規模の割に利用客は比較的多い。
円町駅開業前は当駅で下車し、嵐電・帷子ノ辻駅から北野線で北野天満宮や立命館大学衣笠キャンパスへ向かう利用者も多かった。また、早くから駐輪場が設置されていたので、自転車でキャンパスへ通学する立命館大学や佛教大学などの学生もいた。
2023年（令和5年）度の1日当たりの利用者数は8,516人である。1日平均乗車人員は次のとおり。
| 年度   | 1日平均 乗車人員 |
| ------ | ---------------- |
| 1999年 | 4,123            |
| 2000年 | 4,142            |
| 2001年 | 4,216            |
| 2002年 | 4,236            |
| 2003年 | 4,392            |
| 2004年 | 4,351            |
| 2005年 | 4,348            |
| 2006年 | 4,364            |
| 2007年 | 4,322            |
| 2008年 | 3,912            |
| 2009年 | 3,778            |
| 2010年 | 3,970            |
| 2011年 | 4,205            |
| 2012年 | 4,373            |
| 2013年 | 4,345            |
| 2014年 | 4,315            |
| 2015年 | 4,391            |
| 2016年 | 4,477            |
| 2017年 | 4,474            |
| 2018年 | 4,510            |
| 2019年 | 4,527            |
| 2020年 | 3,529            |
| 2021年 | 3,729            |
| 2022年 | 4,044            |

## 駅周辺
周辺は住宅地である。
駅の東500mほどに広隆寺・東映京都撮影所及び東映太秦映画村があり、かつては映画村へは花園駅から行く方がわかり易くやや早かったが、2011年9月に映画村リニューアルの際に新ゲート「撮影所口」が新設され当駅から徒歩5分とアクセスが大幅に向上した。
また、嵐電帷子ノ辻駅（当駅から南に約300m）との間の乗換客も一定数存在する。同駅へは当駅東側から踏切を渡り南西へ向かう方法もあるが、西側にある歩行者・自転車用跨線橋を渡って南東へ進むとやや早い。なお、2016年4月1日に嵐電北野線の帷子ノ辻駅 - 常盤駅間に撮影所前駅が設置されたため、北野線との乗換は帷子ノ辻駅から撮影所前駅の利用へ移行しつつある（当駅までは約240m）。

## その他
- 東映京都撮影所の最寄り駅であることから、時代劇などの俳優のサイン色紙が数多く飾ってあったことがある。
- アーケードゲーム電車でGO!において当駅が登場しているが、ゲームに収録されている非電化時代は、実際は当駅の開業前である。
- JR西日本では、1994年に湊町駅から改称したJR難波駅の事例以降、新規開業駅が既存私鉄駅の近傍にある場合は「JR」を冠した駅名とすることが多い。ただし当駅はそれより前に開業したため、京福電気鉄道嵐山本線に太秦駅が存在したにもかかわらず、「JR」を冠しない同名の太秦駅と命名された。なお、2007年に京福電気鉄道の太秦駅は太秦広隆寺駅と改称された。

## 隣の駅
西日本旅客鉄道（JR西日本）
 嵯峨野線（山陰本線）
■快速
通過
■普通
花園駅 (JR-E06) - 太秦駅 (JR-E07) - 嵯峨嵐山駅 (JR-E08)